# 林森故居
林森别墅旧址位於重慶市巴南區南泉街道虎啸村，是抗战期间中国国民政府主席林森的居住地。2013年3月5日列為第七批全國重點文物保護單位。附近尚有蒋介石小泉官邸、孔园、曾公馆等同时代建筑。